# Istoria gândirii politice

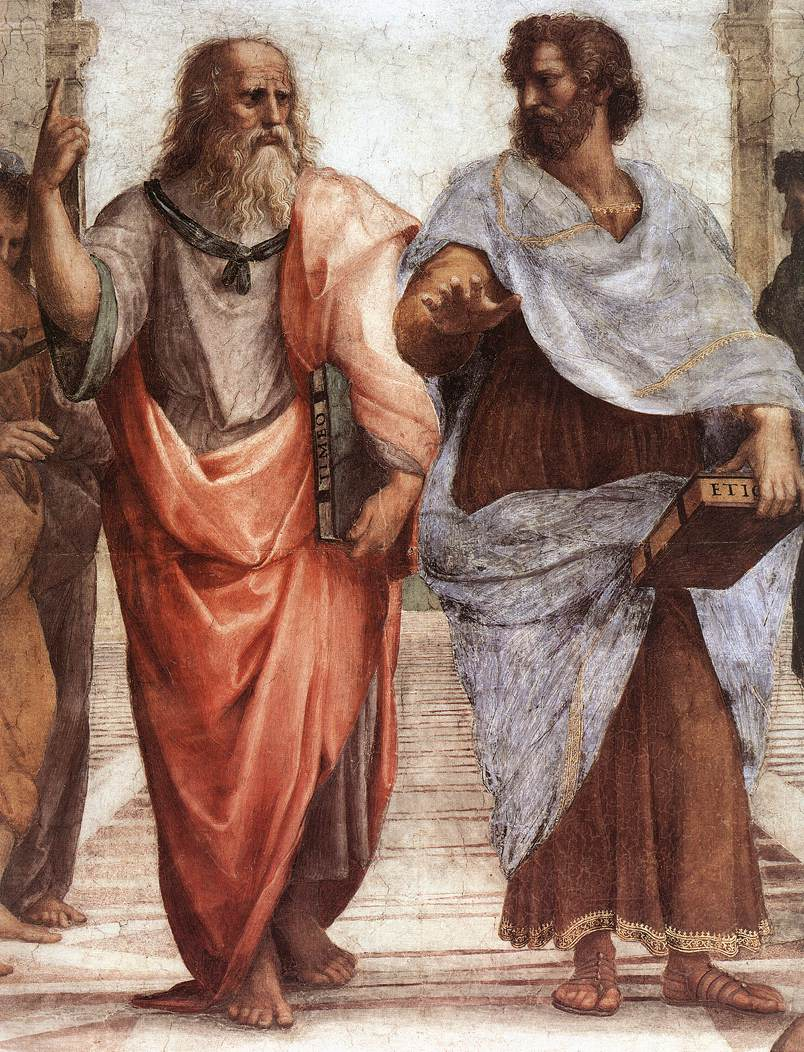
Platon și Aristotel, precursorii filozofiei europene, dar și ai gândirii politice moderne

Istoria gândirii politice este structurată în funcție de diferitele etape de progres social și de dezvoltare a civilizației umane:
- perioada antichității, caracterizată prin apariția elementelor constitutive ale gândirii politice;
- perioada medievală sau feudală, caracterizată prin dominația fenomenului religios asupra celui politic;
- perioada Renașterii, de care se leagă punerea bazelor politologiei ca știință politică modernă;
- epoca modernă, caracterizată prin extinderea sferei de cuprindere a cunoștințelor politice, iar politologia se afirmă ca știință/teorie politică aparte;
- epoca contemporană, în care politologia cunoaște o largă dezvoltare și se conturează ca știință socio-umană distinctă.

Ideile politice exprimă interesele, aspirațiile diverselor grupuri sociale, implicate adesea în lupta pentru putere.
Primele elemente ale gândirii politice apar încă din Antichitate, de care se leagă etimologia termenului "politică" (în greacă polis - "cetate", "oraș", "stat").
De-a lungul timpului, acest termen a cuprins diverse semnficații, cum ar fi: artă de guvernare a societățillor umane, de conducere religioasă, până la accepția modernă de istorie activă și filozofie politică participativă.
Dacă în Antichitate nu exista o delimitare clară a științelor care studiau societatea, în Evul Mediu asistăm la dezvoltarea influenței Bisericii asupra societății. Mai târziu, Renașterea și Iluminismul vor aduce eliberarea de sub tutela dogmatico-religioasă.
În epoca modernă asistăm la o delimitare clară a noțiunilor.
Astfel, în 1948, la Colocviumul internațional care a avut loc la Paris, s-a stabilit semnificația termenului de "știință politică" și obiectul acesteia de studiu.

## Gândirea politică în Antichitate

### Orientul antic
Structura economico-politică a Orientului antic a fost definită prin sintagme ca despotism oriental, mod de producție asiatic (Karl Marx) sau societăți hidraulice (K. Wittvogel), deoarece erau amplasate de-a lungul unor mari fluvii.
Astfel de regimuri politice se caracterizau prin teocrație: Predomina voința suveranului, care era susținut de clerici (hierocrație).

#### Egiptul antic

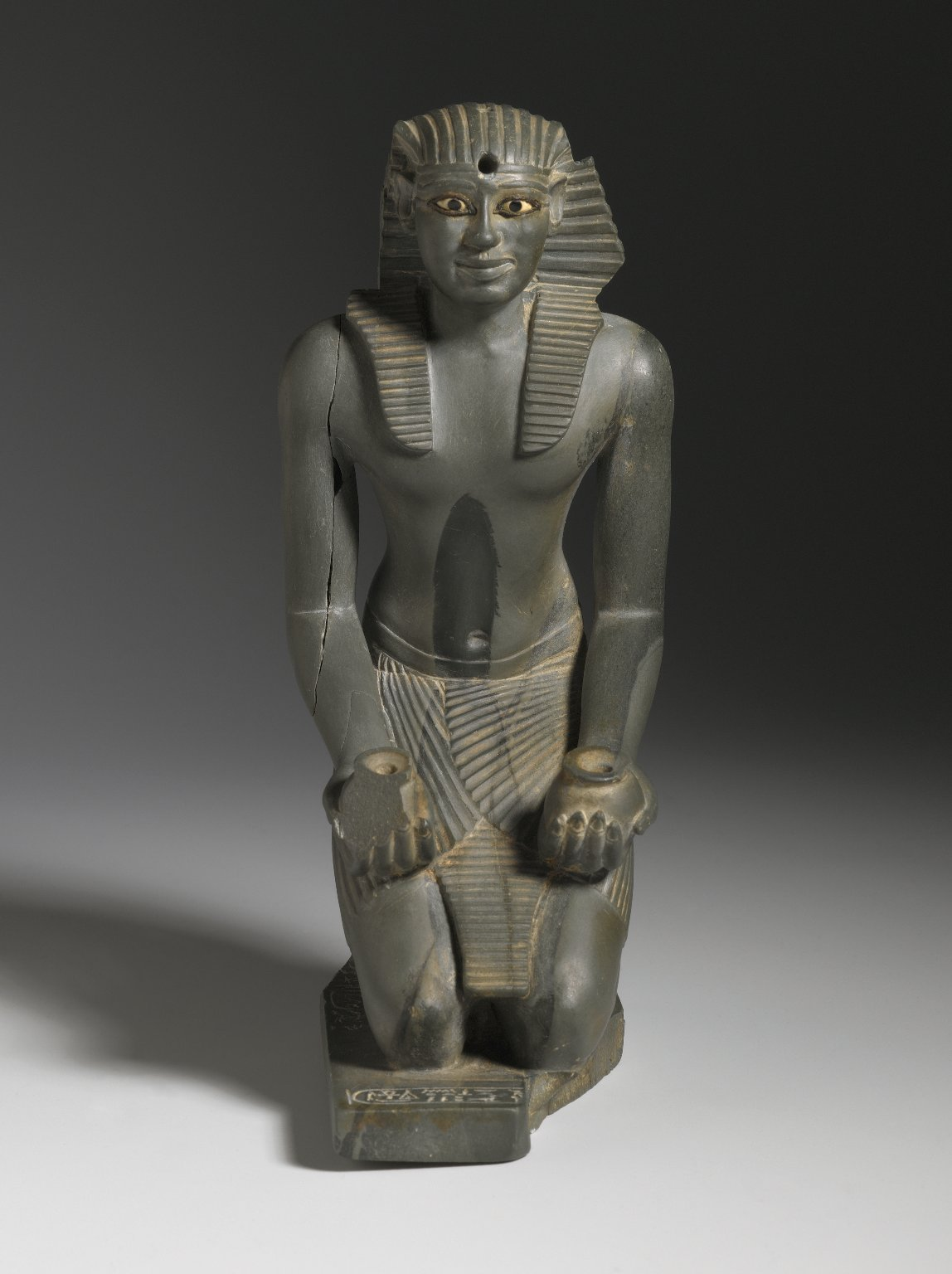
Faraon, deținător al puterii absolute, atât politice cât și religioase

În Egiptul antic, ideile politice, juridice și morale sunt învăluite în precepte religioase.
Gândirea politică antică egipteană rezultă din diverse tipuri de texte:
- texte sapiențiale, care conțin sentințe morale și care îndrumau faraonii cum să prevină răscoalele și să mențină sub puterea lor supușii nemulțumiți. Faraonul era considerat întruchiparea ordinii, adevărului și justiției.

Astfel procesele istorice erau nu numai o înfăptuire a voinței zeilor (orice abatere fiind pedepsită de divinitate), ci și acte împotriva sau pentru stăpânirea faraonului.
- texte social-politice și de critică socială;
- literatură profetică: ideea restabilirii vechii ordini și venirii unui faraon salvator.

Ideea originii divine a regulilor social-politice este prezentă în mai multe scrieri ca: Povețele lui Ptah-hotep (c. 2.800 î.Hr.), Instrucțiunile lui Athoi către fiul său (c. mileniul II î.Hr.), Vocea lui Ipuver (c. 1750 î.Hr.), Convorbirea dintre un dezamăgit și sufletul său (c. 1500 î.Hr.).

#### Babilon
Deoarece miturile babiloniene afirmau că omul a fost creat să fie slujitor al zeilor, conducerea statului se baza pe teama, frica în cadrul raportului dintre zei și oameni.
Același sentiment trebuia să inspire și stăpânii către supușii lor, în contextul regimului brutal cu care erau tratați sclavii și prizonierii de război.
Regele era și preot, deci intermediar între divinități și oameni, ordinele sale fiind considerate ca reflectând voința zeilor.
Statul cel mai puternic s-a realizat sub domnia lui Hammurabi.
Timp de peste un mileniu, acesta a reprezentat cea mai strălucită metropolă politică și culturală a Mesopotamiei și care a influnențat puternic civilizațiile Orientului Apropiat.
De la asiro-babilonieni provine un document celebru, cunoscut drept "Codul lui Hammurabi".
Presupus mesaj transmis regelui din partea zeului Șameș (al soarelui și al luminii), textul susține necesitatea unificării regatului, respectarea dreptății, și aspirația către bunăstarea poporului.
Alte texte care conțin aspecte politico-legislative sunt: Codul regelui Ur-Engu,
Legile lui Ur-Nammu, Legile lui Eșnunna, Legile lui Lipit- Iștar, "Poemul lui Ghilgameș", Poemul creației și  dialogul Discuția dintre stăpîn și sclav.
Toate acestea confirmă că societatea babiloniană era bazată pe un sistem evoluat de legi, idei politice, filozofice și morale.

#### India antică
Gândirea politică a Indiei antice este prezentată în Vedele, Mahabharata, care nu sunt doar cele mai vechi monumente literare, ci și o expresie a societății de atunci.
Legile lui Manu se concentrează asupra inegalității sociale, care era consfințită pe baze religioase și care consta în existența castelor, închise și ereditare.
Atribuită lui Cautilya („Vicleanul”) Ceanakia, Arthashastra (sau "Știința politicii") reprezintă un adevărat tratat normativ de știință politică, în care sunt prezentate aspecte ca:
- modul cum regele trebuie să conducă pentru a întări statul;
- raportul dintre științele laice (filozofia, economia politică) și religie;
- conducerea economiei;
- pregătirea și conducerea războaielor, încheierea păcii.

Războiul, tulburările interne (cum ar fi răscoalele) sunt considerate negative, autorul susținând regimul de guvernare monarhic (deși subliniază și existența celorlalte state republicane din India antică), idealizând monarhia centralizată și puternică.
Pentru atingerea scopurilor politice, sunt menționate mijloace ca: viclenia, minciuna, asasinatul, motiv pentru care Cautilya a fost considerat Machiavelli al Indiei. 
O caracteristică novatoare a acestei lucrări constă în faptul că domeniul politic este izolat de cel filozofic (cum o va face mai târziu Platon și Aristotel) și de aceea Cautilya poate fi considerat fondatorul absolut al științei politice.
Dar ceea ce îl apropie de Platon și Aristotel este încrederea în puterea științei: monarhul va exercita o conducere eficientă numai dacă va stăpâni știința politică.

#### China antică
În "Analectele", Confucius, cel mai mare gânditor al Chinei antice, afirmă necesitatea studierii profunde a tradiției, pe care o consideră baza rațională a construirii unei legitime ordini sociale și politice.
Conducerea statului este condiționată de autoperfecționarea personalității umane, deci doctrina lui Confucius nu este un sistem filozofic propriu-zis, ci o doctrină etico-politică.
Pe lângă formularea idealului omului superior, confucianismul a instituit modelul adecvat de guvernare și noi principii ale politicii și moralei, fiind adoptat ca filozofie oficială de stat.
Un alt curent ideologic, care a apărut în perioada luptei pentru un stat unic (mai precis în secolele al VII-lea - al IV-lea î.Hr.) este Fajia (fa - "legea", gia - "familie") sau Școala legaliștilor/legiștilor.
Adoptat ca filozofie guvernamentală oficială, în opoziție cu confucianismul, susținea că statul nu trebuie să se bazeze pe tradiție și ritual, ci pe legi.
Un alt curent politico-filozofic a fost cel daoist.
Apărut din îmbinarea filozofiei clasice cu operele spirituale ale lui Lao Zi (dintre care cea mai importantă este "Tao Te Ching"), promova cooperarea omului cu tendințele lumii naturale.
Astfel, activitatea umană trebuia să țină cont de jocul circumstanțelor.
Un alt curent filozofic, ce a evoluat practic în paralel cu confucianismul, daoismul și legalismul, a fost moismul (mohismul).
Fondatorul Mozi (c. 470/479-391/400 î.Hr.) susținea ideea unui guvern meritocratic, a cărui neîndeplinire a obligațiilor și responsabilităților conduce la sărăcie în societate.
Opunându-se oricărei forme de agresiune (în special război între state), ideologia moistă a inspirat unele mișcări pacifiste moderne.

### Grecia antică
Istoria gândirii politice în Grecia antică poate fi divizată în trei perioade:
- perioada timpurie (clasică sau presocratică): secolele al IX-lea - al VI-lea î.Hr., apar primele formațiuni prestatale, trecerea de la gândirea mitologică la cea rațională (Școala din Milet, Școala pitagorienilor, Școala eleată);
- perioada medie (clasică): secolele al V-lea - prima jumătate a IV-lea î.Hr., filozofia sofiștilor, a lui Socrate, Platon și Aristotel;
- perioada târzie (elenistă): a două jumătate a secolului al IV-lea î.Hr - secolul al II-lea î.Hr., polis-urile grecești cad sub dominația Macedoniei și apoi a Romei antice.

Focarul gândirii Greciei antice a fost Atena, centrul de întâlnire al sofiștilor și orașul lui Socrate, a cărui filozofie a dănuit prin intermediul operelor lui Platon, care a creat o școală filozofică în cadrul Academiei, în timp ce Aristotel și-a dezvoltat sistemul filozofic, politic și moral în cadrul Școlii peripateticilor.
Tot în Atena au apărut Școala stoică (Marcus Aurelius, Seneca) și cea epicuriană.
Apariția creștinismului a marcat sfârșitul epocii elenistice și tranziția către epoca medievală.
Majoritatea specialiștilor sunt de părere că grecii au inventat politica și că au inițiat cercetarea științifică și filozofică a acestui domeniu. De altfel, cuvântul politică (existent în multe limbi moderne) provine din grecescul polis, prin care se desemna statul-cetate sau statul-oraș.
Polisul era o instituție care a permis și promovat discuțiile critice și existența unor funcții și posturi civice, care au constituit obiective ale luptei pentru putere între clanurile aristocrate.
Mai mult, cetățenii puteau participa (direct sau prin consilii) la guvernarea polisului, deci la controlul afacerilor publice, ceea ce a condus ulterior la apariția conceptului de democrație.

#### Sofiștii
Sofiștii au pus omul în centrul preocupărilor și au accentuat relativitatea cunoașterii, fiind primii care au dezbătut problemele spiritului uman, spre deosebire de predecesori care aveau ca obiectiv problemele legate de natură.
În acea perioadă polisul atenian implica participarea la guvernare a cetățenilor-guvernatori.
Arta politică nu mai era apanajul unei minorități, deoarece putea fi învățată de orice cetățean.
Sofiștii au evidențiat deosebirea dintre dreptul natural și dreptul pozitiv, care, fiind creat de oameni, avea un caracter convențional.
Cel mai cunoscut a fost Protagoras din Abdera.
Susținător activ al democrației, a scris tratate asupra constituției și statului.
Pentru ca cetățenii să poată participa la viața politică, trebuia ca ei să o învețe și să o înțeleagă.
Protagoras considera statul ca fiind sursa moralei și a legii.
În timp ce vechea generație de sofiști erau profesori de retorică, noua generație (Lycophron, Alkidamant, Thrasymachos, Critias) sunt tot mai implicați în luptele politice.
Mai mult, aceștia susțin ideea că oamenii sunt egali de la natură și că legile sunt create pentru a apăra interesele cetățenilor.
Școlile filozofice care au evoluat după sofism sunt:
- Școala cirenaică (Aristip);
- Școala cinică (Antistene);
- Școala megarică (Euclid).

Concepțiile acestor școli conțineau elemente de dialectică sau de metafizică și de materialism.

#### Socrate
Deși în privința relativității legilor umane se situa în tradiția sofiștilor, Socrate respinge ideea dreptului celui mai tare și considera cunoașterea ca fiind obiectivul suprem al omului politic.
Astfel, marele filozof critica tiranii sau demagogii care comiteau nedreptatea.
După Socrate, politica este arta de a comanda oamenii și la care aveau acces doar cei pregătiți (care vor fi numiți "filozofi" de către Platon).
De aceea considera că virtutea supremă este cunoașterea și autocunoașterea (vezi celebrul aforism Cunoaște-te pe tine însuți).
Metoda utilizată de Socrate, maieutica, nu era altceva decât aducerea la suprafață a adevărului.
Respingând democrația, considera ca singura metodă eficientă de guvernare oligarhia.
Orator desăvârșit, Socrate viza cu precădere viața socială a cetății și problemele morale ale acesteia.

#### Platon
Ideea unei științe raționale a politicii a fost preluată de Platon, discipolul lui Socrate.
Creatorul școlii filozofice numite "Academia", în operele sale, "Republica" ("Politeia"), "Legile" ("Nomoi") și Omul politic, susținea ideea că arta politică trebuie să se bazeze în primul rând pe filozofie.
Dacă la Socrate, omul de stat era conștient de ignoranța sa, Platon impune ca politicianul să fie înțelept ca un filozof erudit.
Statul ideal era preconizat sub forma unui organism perfect și în care fiecare cetățean se identifică prin interesele sale.
Conform ideilor lui Platon, societatea este divizată în trei categorii:
- filozofii (înțelepții), care aveau sarcina de a conduce polis-ul;
- străjerii, care aveau misiunea de a apăra polis-ul;
- meseriașii și agricultorii, care asigurau bunăstarea materială a polis-ului.

Cele trei categorii corespundeau celor trei elemente ale sufletului uman: rațiunea, voința și afectivitatea.
Platon nu considera democrația forma ideală de guvernare, deoarece excesul de democrație se transformă în anarhie, care este mediul propice de apariție a tiraniei.
Abuzul de putere este definit prin neglijarea legii ("nomos") de către cei care o exercită.

#### Aristotel

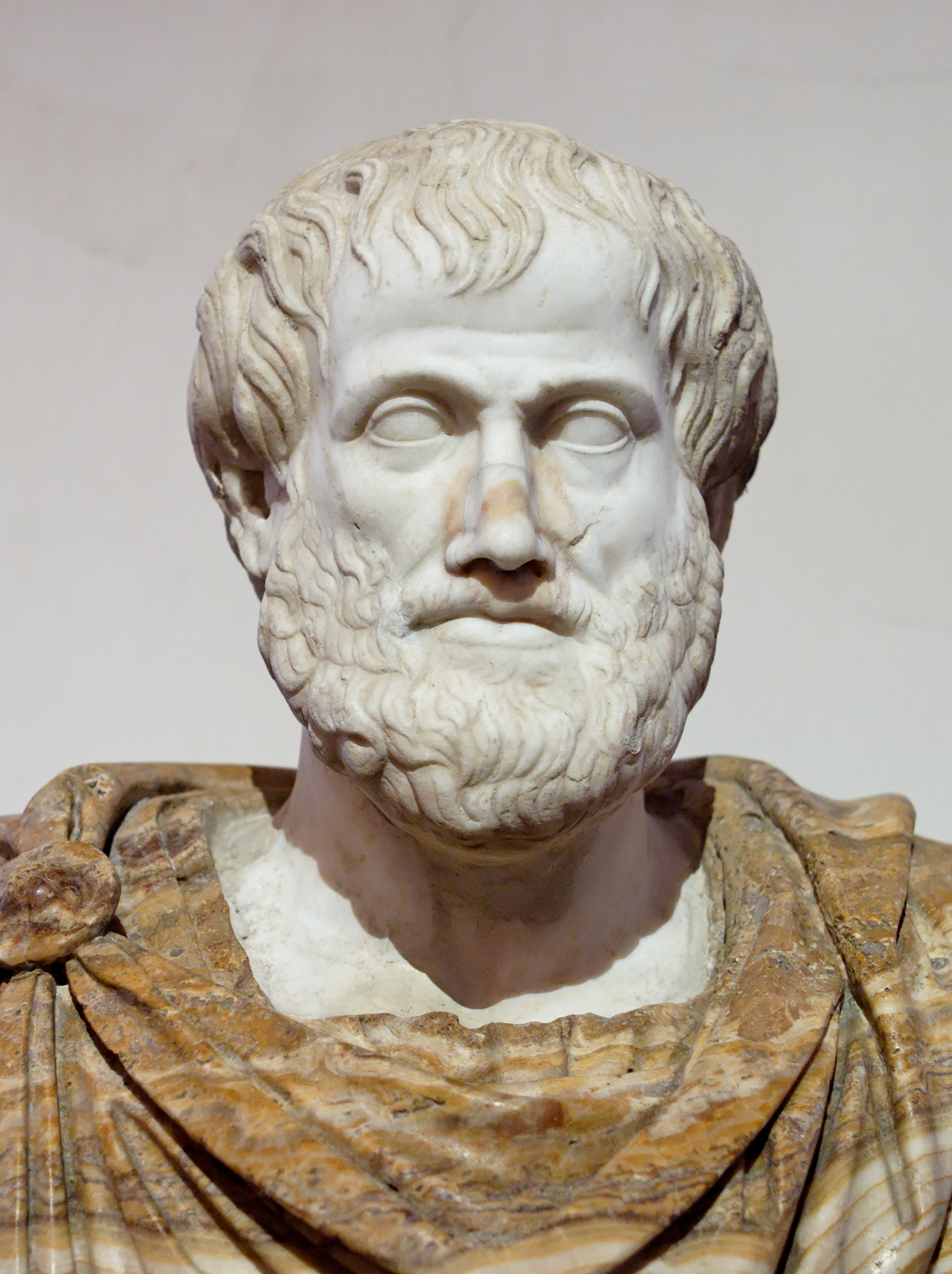
Aristotel, marele filozof căruia i se atribuie expresia zoon politikon

Dacă Platon era cucerit de ideal, Aristotel era atras de cercetarea și percepția faptelor.
Astfel, în opera sa fundamentală, "Politica", studiul societății și al politicii este realizat prin metoda inductivă.
Fondator al școlii Lykeion (sau "Școala peripatetică"), Aristotel ia în considerare trei științe practice fundamentale:
- economia, care servește necesităților naturale;
- etica, ce servește individului și necesităților spirituale ale acestuia;
- politica, ce se înscrie intereselor comunității și implică posibilitatea realizării celolalte două.

Omul era privit ca un animal politic ("zoon politikon"), iar statul ca fiind o operă artificială a omului, nu ca un produs al contractului, ci ca o consecință a evoluției naturale.
În acest polis-ul lui Aristotel nu sunt considerați cetățeni: sclavii (considerați instrumente cuvântătoare), meșteșugarii și agricultorii (munca fiind asociată sclaviei), străinii, femeile.
Unul dintre meritele marelui gânditor o constituie teoria celor trei puteri, de unde mai târziu avea să evolueze ideea separației puterilor în stat.
Astfel, în concepția sa, statul ar fi alcătuit din trei părți, de a căror bună funcționare depinde vitalitatea întregului:
- adunarea generală
- corpul magistraților
- corpul judecătoresc.

Formele ideale de guvernare sunt considerate: monarhia, aristocrația și "politeia" (termen aproape sinonim cu democrația constituțională modernă).
Acestea, pervertite prin abuzul de putere devin: tiranie, oligarhie și democrație (demagogie).

#### Stoicismul
Apărută în perioada de decadență a gândirii elene, Școala Stoică (fondată de Zenon) reprezintă o relativă continuitate pe linia doctrinelor lui Platon și Aristotel, cu deosebirea că optimismul este înlocuit de pesimism, iar activismul cetățenilor prin pasivitate.
De asemenea, spiritul civic se transformă în individualism.
Stoicismul prezintă trei mari perioade:
- stoicismul clasic (Zenon, Cleanthes, Chrysippos);
- stoicismul mijlociu (Panesios, Poseidon)
- noul stoicism sau stoicismul roman (Seneca, Epictet, Marcus Aurelius).

Zenon critica sclavia și alte instituții social-politice ca: judecata, comerțul, banii.
Avea o atitudine negativă față de familie și considera că un cetățean trebuie să aparține unui stat mondial unic (cosmopolis), condus de înțelepți (ca și la Platon), în care nu va exista sclavie, bani sau justiție.
Pentru stoici, libertatea poate fi atinsă doar de cei înțelepți și reprezenta posibilitatea omului de a acționa în conformitate cu legea necesității destinului, de care omul este conștient.
Omul devine liber dacă învață să-și învingă pasiunile.
Doctrina stoică nu a avut consecințe radicale de ordin politico-juridic și aceasta pentru simplu motiv că avea un caracter temperat: obiectul doctrinei era mai degrabă conștiința (etică, politică, juridică).

#### Epicureismul
În opoziție cu școala stoică, la baza doctrinei epicuriene (fondată de Epicur) se află materialismul.
Astfel, libertatea, considerată principala valoare politică, reprezenta posibilitatea de alegere a comportamentului, precum și responsabilitatea pentru alegerea făcută.
Interesul suprem era atingerea plăcerii și a fericirii.
Utilitarismul este vizibil și în concepția despre stat.
În opoziție cu doctrinele lui Platon și Aristotel, statul nu mai are un caracter natural, ci este rezultat al activității umane și trebuie să fie rezultatul unui contract prin care se obligă să realizeze beneficiul comun al oamenilor (care este scopul principal), lichidarea războiului, lipsit de sens, siguranța persoanei.
Astfel, epicureismul poate fi considerat precursor al contractualismului social.

### Roma antică
Vocabularul politic a fost preluat în întregime de la greci și ulterior adaptate la viața socio-politică romană, astfel că, dacă gândirea politică greacă a fost mai mult filozofico-teoretică, la romani se caracterizează în primul rând prin pragmatism.

#### Titus Lucretius Carus
În lucrarea De rerum natura ("Despre natura lucrurilor"), în care a dezvoltat teoria atomistă a lui Epicur, Lucrețiu expune considerente privind teoria evoluției sociale, istoria lumii, originea vorbirii.
A încercat să prognozeze unele aspecte ale viitorului omenirii și contradicțiile cu care se confruntă aceasta, motiv pentru care poate fi considerat unul dintre primii viitorologi antici.

#### Marcus Tullius Cicero
În scrierile sale ("De republica", "De legibus" și "De officiis"), Cicero ierarhizează datoriile cetățeanului astfel: față de patrie, față de semeni și în ultimul rând față de genul uman.
Stoic în concepție și respingând acel otium al epicurienilor, Cicero este adept al teoriei lui Polybius despre guvernarea mixtă, susținând necesitatea echilibrului în stat și prevenirea răsturnărilor, schimbărilor de regim, care creează în cetăți dezordine și pagube.
Spre deosebire de greci, consideră că proprietatea nu este un bun natural, de aceea unul din rolurile societății este de a proteja și garanta proprietățile dobândite de membrii acesteia, lucru care stă la baza încrederii (fides).
Având drept scop apărarea proprietății, statul (res publica) este o res populi, adică activitatea tuturor cetățenilor.
Cicero consideră importantă realizarea echilibrului dintre libertas ("libertatea poporului"), potestas ("puterea autentică a magistraților") și auctoritas ("a oamenilor de bine").
Preia de la Aristotel cele șase forme simple de organizare a statului: monarhia - tirania, aristocrația - oligarhia, politeia - democrația.

#### Stoicismul roman
Cei mai de seamă reprezentanți ai stoicismului roman au fost: Seneca, Epictet și Marc Aureliu.
Seneca, în lucrarea "De otio", susține abstenționismul politic, iar în "De tranquillitate animi" îndeamnă la acțiunea, participare politică.
În ceea ce privește puterea supremă în stat, consideră că împăratul trebuie să acționeze în interesul supușilor săi, nu în interes personal.
De asemenea, pledează ideea statului universal, bazat pe conceptul de drept natural.
Epictet, în lucrarea Manualul, a promovat următoarele idei politice: înălțarea spirituală a omului, acceptarea destinului și necesitatea înlăturării sclaviei.
Fost sclav, susține că sclavul care își suportă situația cu dârzenie este mai liber decât stăpânul său devenit rob al pasiunilor sale.
În lucrarea De vorbă cu mine însumi, Marcus Aurelius se definește pe sine ca împărat și realizează un jurnal de reflexie filozofică.
Consideră libertatea ca o expresie a pasivității, a unei servituți absolute în raport cu destinul, iar regalitatea ca o imagine și emanație a divinității.
Doctrina sa va fi în concurență cu creștinismul, față de care a avut o atitudine critică.

## Evul Mediu

### Creștinismul timpuriu
Prin ideile sale despre libertate, egalitate și echitate, stoicismul avea să influențeze ideologia creștină.
Comunitățile creștine timpurii au practicat un așa-zis comunism creștin, în care viața comună este instituită în baza unor principii diferite de cele ale vieții laice greco-latine:
- obligația fiecărei persoane de a munci;
- proprietatea comună asupra bunurilor materiale;
- repartiția bunurilor după necesități ș.a.

Prin importanța acordată individului și valorii morale, la început (când nu includea scopuri și sarcini politice) creștinismul pare înrudit cu stoicismul.
În momentul când Imperiul Roman intră în perioada de destrămare, apar două doctrine, cea a viitorului Bizanț (care considera identitatea imperiului și a Bisericii) și cea din Vest (în care era o separație clară între Biserică și stat).
Dacă în Antichitate, instituțiile religioase erau subordonate statului, în Evul Mediu Biserica creștină se consideră superioară statului, lucru consfințit ulterior de către papa Bonifaciu al VIII-lea în 1302.
Apar două mari direcții în ceea ce privește raportul dintre politică și religie.
- ideea de unitate umană corelată cu unitatea în fața divinității;
- ideea de dualitate a spiritualului și temporalului, ca principiu de organizare colectivă.

### Europa medievală
Deși intolerantă față religia greco-romanilor, Biserica Catolică asimilează elemente ale ideologiei antice, cum ar fi filozofia platonică și aristoteliană (prin intermediul bizantinilor și arabilor) și jurisprudența romană.
Astfel apar patristica și scolastica, concepții religioase despre lume, care nu posedă un caracter unitar și care se constituie ca două mari perioade în gândirea politică și religioasă medievală.

#### Patristica
Patristica este prima perioadă a gândirii creștine (secolele I - al VIII-lea) care a avut ca reprezentanți: apostolii, Tertulian, Clement al Alexandriei, Origene, Lactanțius, Augustin de Hipona ș.a. și care au pus bazele literaturii teologo-filozofice.
După ce este consacrat de Constantin cel Mare ca religie de stat, creștinismul se răspândește în întreaga lume greco-romană și va influența și ideologia social-politică a perioadelor următoare.
Opoziția maselor față de ideologia catolică se va manifesta prin curente ca: misticismul, gnosticismul, maniheismul, donatismul, pelagismul etc.
Prin lucrările sale ("Confesiunile", "Despre trinitate", "Despre împărăția cerească" ș.a.), Augustin a marcat în mod definitiv gândirea creștină europeană.
Concepția sa despre lume are un caracter fideist.
Astfel, statul nu ar fi o necesitate naturală, apariția sa având la origine păcatul comis de Adam și Eva.
Fiind un rău necesar, statul trebuie să fie supus Bisericii, finalitatea sa fiind restabilirea împărăției lui Dumnezeu.
La Augustin teologia politică face distincția celor două cetăți: cetatea terestră și cetatea cerească.
Autoritatea consta din:
- officium imperandi: comandamentul, impunerea voinței;
- officium providendi: asigurarea liniștii și ordinii;
- officium consulandi: rolul șefului ca sfătuitor al poporului său.

După Augustin, istoria regimurilor politice se supune voinței divine, existând o contradicție între legea naturală și cea pozitivă, iar imperiul ar trebui să fie supus moralmente Bisericii.

#### Scolastica
Scolastica este a doua perioadă din evoluția doctrinei creștine, când sunt introduse elemente din filozofia greacă, perioadă în care are loc confruntarea dintre cultura europeană religioasă și gândirea laică medievală.
În lucrările sale, "Summa Theologiae" și De regno (sau De regimine principum), Toma d'Aquino, militează pentru dependența puterii laice față de cea a clerului și fundamentează doctrina care va sta la baza Bisericii Romano-Catolice.
Susține că statul a apărut datorită caracterului social al omului (cum susținea și Aristotel), dar acesta nu poate exista fără participarea divinității.
De aceea ar trebui ca statul să fie subordonat Bisericii și trebuie să contribuie nu numai la asigurarea cerințelor materiale, ci și spirituale ale membrilor săi, astfel încât fiecare cetățean să fie un bun creștin.
Mai mult, papa, ca reprezentant suprem al divinității, are dreptul să sancționeze monarhii, teză care avea să aibă o importanță deosebită în evoluția relațiilor politice medievale.
În ceea ce privește individul, acesta trebuie să se supună legilor instituite de stat, legi care sunt de trei tipuri:
- legi eterne: care guvernează lumea și au ca fundament rațiunea divină;
- legi naturale: cópii imperfecte ale legilor eterne;
- legi umane: invenții ale omului, cu cel mai mic grad de rațiune divină, de aceea se schimbă cel mai des.

Unele din conceptele lui Toma d'Aquino (în speciale cele inspirate de Aristotel) reprezintă o anticipare a Renașterii.
Susținea că autoritatea, deși vine de la Dumnezeu, trebuie să treacă prin popor: omnis potestas a Deo, per populum, deci doctrina tomistă se apropie de o viziune democratică.
Un alt reprezentant al scolasticii este Dante Alighieri.
În lucrările sale, Despre monarhie, Banchetul, Divina Comedia, supune discuției raportul dintre stat și Biserică.
Omul este o ființă socială, cetățean al lumii, responsabil pentru faptele sale, iar statul apare ca urmare a predeterminării naturii în raport cu forțele supranaturale.
Relațiile politice reprezintă pentru autor un domeniu al activității oamenilor.
Susținând că scopul statului este omul și că puterea statală trebuie să fie deasupra celei bisericești, Dante este un precursor al umanismului.
Un continuator al gândirii politice a lui Dante este Marsilio de Padova.
În lucrarea sa Defensor pacis ("Apărătorul păcii"), susține ideea naturii sociale a omului (ca și Aristotel) și definește statul ca o instituție socială suficientă, pentru care dreptul reprezintă un produs al vieții statale, în opoziție cu dogma creștină, unde statul avea ca temei dreptul divin.
De asemenea, afirmă teza separării statului de Biserică.
Mai mult, Biserica ar trebui să-și desfășoare activitatea sub controlul instituțiilor statului ca unic reprezentant al poporului suveran.
Ca și Aristotel, Marsilio de Padova menționează cele trei forme corecte de organizare a statului (monarhia, aristocrația și poliția) și forme incorecte de organizare a statului (tirania, oligarhia și democrația).
Anticipează ideea separării puterilor în stat, descriind raportul care trebuie să existe între puterea executivă și cea legislativă.

### Islamul medieval
Apărut în anul 622 în Arabia, islamul se va răspândi rapid în Siria, Irak, Persia, Maghreb, Spania în mai puțin de un secol.
Mai mult, după Cruciade, expansiunea islamului se va relua și în Extremul Orient, Africa Centrală, spațiul balcanic.
Credincioșii se integrează într-o comunitate în care cetatea musulmană se prezintă ca o teocrație.
Cartea de bază, Coranul, este și cod juridic.
Puterea executivă, în același timp civilă și canonică, aparține doar divinității, față de care toți cetățenii sunt egali, deci doar teoretic există un fel de democrație.
Unul dintre primii mari filozofi arabi, Al-Farabi, a scris și câteva tratate de politică: Despre concepțiile locuitorilor orașului virtuos, Aforismele omului de stat, Politica civilă.
Orașul este imaginat ca un întreg, ale cărui părți interacționează ca într-un organism.
Fiecărui membru al societății îi este destinată sarcina cea mai potrivită cu abilitățile sale.
Șeful statului trebuie să fie curajos, inteligent și cu sete de cunoaștere, calități asemănătoare filozofului-rege din "Republica" lui Platon.
La acestea, Al-Farabi adăuga și capacitatea de a comunica cu lumea celestă, deci de a fi asemeni unui profet, teorie care a avut un impact evident și în lumea europeană de mai târziu.
Avicenna, regele filozofiei arabe și savant multidisciplinar, pe lângă conceptele sale filozofice, în care prima realitate se raporta la divinitate, în politică a considerat ca esență metodele de realizare a puterii și guvernării, în organizarea treburilor de stat.
Ca și Platon, preconiza existența a trei categorii sociale (conducători, străjeri și lucrători), numai că situația lucrătorilor era mai bună decât la filozoful grec. 
Averroes, pe lângă filozofie și știință, s-a ocupat și de politică.
A susținut că filozofia nu are influență directă asupra dreptului public și că cea mai bună formă de guvernământ ar fi ordinea califală garantată de legea sharia, lege pe care a încercat să o rafineze în contextul finalității juridice.
Considera religia ca o artă politică necesară chiar și în statul ideal.
În același timp, el era ferm convins în organizarea vieții sociale pe fundamentul trainic al cunoștințelor științifice și înlăturarea de la putere a reprezentanților preoțimii.
Idealurile lui sociale se bazau pe "Republica" lui Platon privind modelul statului ideal.
Ibn Khaldun, în lucrarea Prolegomena, încearcă să stabilească originile și cauzele evenimentelor politice.
Susține că fenomenele vieții sociale sunt supuse unor legi naturale.
O trăsătură fundamentală a omului ar fi nevoia de autoritate, de a fi limitat de o putere superioară, în absența căreia ar domni dezordinea și anarhia.
Aflat în epoca de decadență a sistemelor politice ale lumii arabe, Ibn Khaldun se preocupă și de cauzele constituirii și dezagregării statelor, formulând o lege a evoluției lot ciclice.
Menținându-se pe linia religioasă a Coranului, opera sa nu are o finalitate practică, fiind mai degrabă străbătută de un pesimism idealist.
Cu toate acestea, opera sa anunță apariția Renașterii.
Mai mult, Ernest Gellner, susține că definiția dată de Khaldun noțiunii despre guvernare că este „cea mai bună teorie din istoria teoriilor politice”.

## Epoca modernă

### Renașterea
Renașterea a însemnat, pentru Europa Occidentală, eliberarea de principiile dogmatico-religioase, urmată de instituirea de noi relații economice care prevesteau capitalismul.
Toate acestea au fost însoțite de o criză a Bisericii Romano-Catolice, criză care a condus la necesitatea reformei în cadrul acesteia, prin care s-a înlăturat gândirea scolastică și s-a schimbat raportul dintre stat și Biserică.
Aceasta a condus ulterior la constituirea monarhiilor absolute, dar și a statelor naționale.
Reprezentanții Renașterii au emis o nouă concepție prin care omul era valoarea supremă, problema centrală a societății și a politicului devenind raportul guvernanți - guvernați și nu stat - biserică, cum fusese anterior.

### Umanismul
Umaniștii, a căror ideologie puneau în centrul atenției omul, au format trei mari orientări:
- renașterea spirituală;
- reforma bisericească;
- proiectarea unei societăți fără războaie și violență.

Uneori concepțiile social-politice ale umaniștilor percepeau societatea doar ca o sumă de indivizi izolați și chiar au încercat să preconizeze societatea viitoare cu un caracter utopic (cazul lui Thomas Morus și Tommaso Campanella).
Umanismul s-a răspândit mai mult în rândul categoriei sociale instruite, deci a elitei intelectuale europene.
Prin tratatele sale, "Principele" (1513), Discursuri asupra primei decade a lui Titus Livius (1517), "Arta războiului" (1518), Istoriile florentine (1525), Niccolò Machiavelli este considerat părintele științei politice moderne.
Deschizător de drumuri, a separat politicul de alte sfere ale societății și l-a cercetat de sine stătător.
Situat în contextul luptei pentru salvarea și unificarea Italiei, Machiavelli susține statul rațional și laic, separat de religie și perceput ca un organism viu, în spirit neoplatonic.
Conducătorul, principe, trebuie să fie bine ancorat în cunoașterea realității faptelor.
Politica ar trebui să fie înțeleasă prin renunțarea la idoli și aparențe, prin renunțarea la impresiile imaginative ale lui Platon și Aristotel.
După Machiavelli, statul se întemeiază pe relațiile dintre guvernanți și guvernări, iar scopul principal al acestuia o constituie siguranța cetățenilor și garantarea proprietății private.
Autorul consideră că forma optimă de organizare statală este republica, nu monarhia.
Critică creștinismul, susținând că doctrina acestuia este contrară spiritului politicii, deoarece lasă loc liber abuzurilor conducătorilor autoritari care ar profita de slăbiciunea poporului.
Lui Machiavelli i s-a reproșat imoralitatea mijloacelor recomandate, desconsiderându-se caracterul progresist al teoriilor sale, astfel apărând noțiunea de "machiavelism".
În lucrările Istoria Italiei, Discursuri politice, Amintiri politice și civile și în Considerații în jurul Discursurilor lui Machiavelli, Francesco Guicciardini, considerat părintele istoriei moderne, propune o imagine detaliată și expune opinia sa asupra unor probleme ale Italiei, în care exprimă unele idei raționaliste despre libertate, legi, dreptate și egalitate.
Guicciardini concepe o formă mixtă de stat, o combinație între monarhie, aristocrație și democrație, propunând formarea unui Consilium mare înzestrat cu puteri legislative, iar în fruntea statului să se afle un Consilium mic, cu rol executiv.
Ca și Machiavelli, manifestă ostilitate față de religie și preoțime.
În Franța, un gânditor apropiat de Machiavelli în concepții este Jean Bodin.
În lucrarea Metoda pentru cercetarea ușoară a istoriei își exprimă concepțiile politice, iar în Șase cărți despre republică  pe cele juridice.
Susține că statul apare independent de voința omului și că numai capii de familie pot avea calitatea de cetățeni.
Un accent deosebit îl pune pe conceptul de suveranitate a statului, care ar consta în dreptul de realizare a următoarelor activități:
- adoptarea legilor;
- declararea și încheierea războaielor;
- numirea funcționarilor;
- realizarea actului de justiție;
- stabilirea și colectarea impozitelor.

Jean Bodin consideră trei forme al suveranității:
- democrația (puterea întregii sau a majorității cetățenilor);
- aristocrația (puterea celor aleși);
- monarhia (puterea unei singure persoane.

Conform teoriilor sale, suveranul nu se supune decât legilor divine și legilor naturii, rolul său fiind de a justifica rațiunea divină în societatea profană.

### Reforma
Reforma urmărea restructurarea relațiilor din interiorul Bisericii Catolice, dar și lupta societății occidentale de a anula monopolul acestei biserici și a puterii exercitatea asupra statului.
În perioada secolelor al XV-lea și al XVI-lea apar tot felul de mișcări și curente religioase disidente, care sunt declarate eretice de către Biserica oficială a Europei Occidentale.
Pe lângă apariția a diverse culte reformate, principala consecință a Reformei a fost afirmarea libertății religioase a omului.
De asemenea, Reforma a pregătit terenul pentru Revoluția burgheză timpurie din secolul al XVII-lea.
Ulterior, Contrareforma, încercarea de restabilire a catolicismului s-a dovedit imposibil de realizat.

#### John Wycliffe
Predicile lui John Wycliffe, primul traducător al Bibliei în engleză, conțin și elemente socio-politice.
În lucrări ca De  domenio  divina,  Ad  parlamentum regi, solicită clerului din Anglia să renunțe la bogăția lumească și la puterea politică și să se întoarcă la viața modestă și morală.
De asemenea a susținut ideea secularizării averilor ecleziastice, desființarea excepțiilor fiscale pentru cler, neamestecul clerului în problemele civile și supunerea clerului față de monarhie.
Ca urmare a activității sale, se constituie mișcarea lollarzilor, care urmărea modificarea stării sociale existente și care a devenit o adevărată forță revoluționară în secolul al XV-lea.

#### Jan Hus
Spre deosebire de Anglia, în Cehia (aflată sub stăpânirea Imperiului Romano-German) mișcarea reformatoare are caractere specifice.
Jan Huss critică lăcomia și lipsa de moralitate a clerului și a militat pentru libertatea de gândire și pentru anularea infailibilității papale.
Condamnarea sa de către papa Ioan al XXIII-lea provoacă nemulțumiri și mișcări sociale.
Doctrina sa a generat mișcarea husită, care nu a avut numai un caracter religios, ci și social și național.
Aceasta a dat naștere războiului țărănesc ceh care avea să zguduie Imperiul Habsburgic.
Doctrina lui Hus s-a răspândit și în afara Cehiei, ajungând chiar și în Ardeal și nordul Moldovei.

#### Reforma în Germania
Prin lupta sa, Martin Luther a obținut ruperea definitivă a de catolicism și a pus bazele lutheranismului, al treilea curent creștin (după catolicism și ortodoxism).
Ca și în cazul lui Jan Hus, ideile sale au provocat o intensă mișcare socială, care a culminat cu Războiul Țărănesc German.
În domeniul politico-social, în scrieri ca: Apel către nobilimea creștină de națiune germană, Captivitatea babiloneană a Bisericii, Libertatea creștină, Luther, ca și predecesorii săi, susține ideea separării statului de biserică, libertatea conștiinței.
Un alt reprezentant al reformei germane a fost Thomas Müntzer.
Spre deosebire de Luther, ca reprezentant al țărănimii, a atacat nu numai catolicismul, ci creștinismul în general și considera că principala sarcină a Reformei constă nu atât în înnoirea bisericii, ci și în transformarea economico-socială a țărănimii și plebei orășenești.
Adept al panteismului, Müntzer considera că reforma religioasă este posibilă numai cu ajutorul unei revoluții sociale.
Susținea ideea instaurării unei puteri supreme a poporului, deci programul său politic era asemănător cu cel al comunismului utopic.

#### Jean Calvin
Fondator al calvinismului, Jean Calvin a transformat Geneva într-o adevărată republică teocratică.
A susținut că salvarea omului depinde numai de divinitate.
Totuși în această teză a predeterminării a introdus un element nou prin care a eliminat extremismul fatalismului, ceea ce reprezintă trăsătura definitorie a calvinismului: deoarece omul nu își poate cunoaște destinul, acesta trebuie să se comporte urmărind cea mai bună soluție pentru sine.
De aici reiese etica protestantă: Omul trebuie să se dedice profesiei sale, să fie întreprinzător și bun gospodar, care ulterior va sta la baza societății actuale din Europa Occidentală.
La Calvin, cea mai bună formă de guvernare este republica, o formă de stat la care toți cetățenii sunt obligați să participe.

### Socialismul utopic timpuriu
Primele lucrări în care sunt preconizate idei utopice sunt Republica lui Platon și Politica lui Aristotel.
În aceeași direcție se încadrează și Leviathanul lui Thomas Hobbes, Al doilea tratat al lui John Locke și Contractul social al lui Jean-Jacques Rousseau.
Și Noua Atlantidă a lui Francis Bacon s-ar încadra în tradiția utopică, numai că la baza proiectului său se afla proprietatea privată.
Chiar dacă la prima vedere utopiile par simple exerciții mentale, acestea au prilejuit o analiză critică a epocii respective și încercarea găsirii unui remediu prin profunde transformări politice și sociale.

#### Thomas Morus
Prin influența exercitată asupra posterității, lucrarea “De optimo republicae statu deque nova insula Utopia” sau pe scurt “Utopia” a lui Thomas Morus poate fi considerată actul de naștere al socialismului utopic.
Este interesantă analiza efectuată de autor asupra procesului acumulării primitive a capitalului și înțelegerea naturii sociale a statului și a funcției social politice a dreptului.
Întreaga societate este concepută ca o unitate economică, unitatea productivă fundamentală fiind familia, concepută ca un atelier profilat pe o singură meserie.
Sunt preconizate înlăturarea contrastului dintre sat și oraș și egalitatea dintre sexe, fiind susținut accesul femeilor la funcțiile ecleziastice.
Războiul este condamnat, cu excepția celui defensiv.
Utopia este, așadar, o viguroasă mărturie a superiorității calitative a umanismului lui Morus față de cel al epocii în care a trăit.
Dacă umanismul burghez în gîndirea politică și-a găsit întruchiparea cea mai fidelă în epoca lui Machiavelli, se poate afirma că umanismul social se află în germene în opera lui Morus.
Dacă pentru Machiavelli omul își poate realiza țelurile numai în opoziție, în luptă cu societatea și ceilalți oameni, pentru Morus realizarea omului e posibilă numai pe temeiul fericirii omenirii.

#### Tommaso Campanella
Prin lucrările sale, “Filozofia democrației prin simțuri” și “Cetatea Soarelui”, Tommaso Campanella a teoretizat o organizare rațională a societății care se baza pe desființarea proprietății private, fiind astfel, alături de Thomas Morus, unul dintre cei mai importanți precursori ai teoriei comunismului.
Potrivit concepției sale, monarhul ar trebui să fie ajutat de trei principi numiți astfel:
- puterea: ce se ocupă de ordinea internă și externă și conduce armata;
- înțelepciunea: se ocupă de știință și arte;
- iubirea: are ca obiect existența materială a societății.

Sunt suprimate deosebirile dintre sexe: femeile iau parte cu drepturi egale la adunarea poporului; ele servesc în armată, luând parte alături de bărbați la exerciții militare zilnice.
Regimul economic preconizat este asemănător comunismului: totul este în proprietatea statului, iar cetățenii ar trebui să lucreze în acele direcții care corespund aptitudinilor lor.

### Iluminismul
Prin faptul că susținea încrederea în puterea rațiunii, situarea omului în centrul existenței sociale, disocierea statului de biserică, iluminismul reprezintă în primul rând o continuare a umanismului.
Deosebirea dintre cele două curente constă în faptul că umanismul s-a dezvoltat doar în rândul cercurilor aristocratice, pe când iluminismul se adresează tuturor oamenilor.
Omul, aflat în centrul atenției, își putea dobândi adevărata libertate apelând la educație și cultură.
Începând cu critica vechiului regim și a Bisericii, iluminismul clasic s-a dezvoltat în Franța.
Voltaire a propus un despotism luminat, Montesquieu a realizat necesitatea sepărării puterilor în stat, iar J.J. Rousseau a exprimat aspirațiile micii burghezii.
La scurt timp, iluminismul devine un fenomen paneuropean, răspîndindu-se în Italia, Germania, SUA, ulterior în Țările Române și în Rusia. 
În Italia, "Epoca luminilor" nu a mai avut aceeași putere de iradiere și strălucire ca Renașterea și Umanismul, dar s-a afirmat totuși prin cîteva figuri și opere importante.
Din punct de vedere politico-social, iluminismul avea un caracter antifeudal, rațional și antiabsolutist.
Critica sistematică a societății se baza pe concepții ca:
- doctrina dreptului natural: drepturile naturale ale individului, la viață, libertate și proprietate, trebuiau sa fie în concepția iluminiștilor, protejate în vederea existenței unei societăți care să tindă spre perfecțiune;
- teoria contractualistă: ierarhiile sociale și cele religioase care erau tipice unei societăți feudale aflate în declin, acestea erau criticate, deoarece erau bazate pe privilegii moștenite prin naștere;
- deismul: spre deosebire de ateism, se recunoștea existența divinității, dar numai drept cauza primordială a universului și negau intervenția acesteia în desfășurarea ulterioară a evenimentelor, acestea desfășurîndu-se după anumite legi ale naturii.

#### Iluminismul francez
Montesquieu
În Scrisorile persane, Charles Montesquieu, unul dintre primi mari iluminiști francezi, se situează clar pe poziții antiabsolutiste, iar prin lucrarea Meditații asupra cauzei măreției și decadenței romanilor a exercitat o puternică influență asupra gândirii politice și juridice europene moderne.
Baza doctrinei politice a lui Montesquieu este "teoria contractului social", în care politica are ca obiect organizarea statului și reglementarea raportului dintre guvernanți și guvernați.
Prin acest concept, încearcă să suprindă "spiritul legilor", adică totalitatea factorilor sau condițiilor geografice, politice, psihologico-sociale, care determină configurația și conținutul dreptului politic dintr-o anumită țară.
În ceea ce privește contextul religios, Montesquieu consideră că islamul determină un regim despotic, catolicismul se concretizează într-o monarhie absolută, pe când protestantismul este compatibil cu o orânduire liberă, moderată. 
Marele iluminist francez consideră guvernarea republicană ca fiind optimă, deoarece poporul, sau o parte a acestuia deține puterea, pe când în cazul celui monarhic guvernează unul singur, iar în cazul celui despotic, cel care guvernează conduce numai prin voința au capriciul său.
Un alt concept fundamental introdus de Montesquieu este cel al separării celor trei puteri în stat: legislativă, executivă și judiciară, care trebuie să se echilibreze reciproc.
Acest principiu a stat la baza revoluției burgheze din Franța și se va regăsi în Constituția SUA.
În ceea ce privește relațiile internaționale, Montesquieu se declară pentru respectarea convențiilor internaționale și pentru stabilirea de relații prietenești între state.
Condamnă cuceririle coloniale ale europenilor și mai ales politica cuceritorilor spanioli în Lumea Nouă.
Voltaire
Opera vastă și multidisciplinară a lui Voltaire reprezintă o critică la adresa inechităților sociale, superstițiilor, intoleranței religioase.
A susținut ideea unei monarhii puternice, sprijinite de o elită de nobili educați.
Într-o astfel de guvernare, monarhul ar fi condus cu înțelepciune, cu toleranță,  puterea bisericilor și a clericilor fiind controlată.
De asemenea, în scrierile sale a acordat o atenție deosebită problemelor economice, sociale și aspectelor legate de mentalitatea, obiceiurile și cultura popoarelor.
De aceea, unii autori susțin că Voltaire a formulat pentru prima dată concepția modernă a istoriei.
Alte concepții ale sale aveau ca obiectiv societatea franceză a acelei epoci: subordonarea politicii față de rațiune, lichidarea dependenței feudale, drepturi politice acordate tuturor proprietarilor, primatul libertății ca fiind cea mai importantă lege naturală.
Ca formă de guvernare, Voltaire prefera monarhia luminată, ca mai târziu să prefere republica.
Jean-Jacques Rousseau
În lucrarea Contractul social, Jean-Jacques Rousseau pune în prim-plan conceptul omonim, prin intermediul căruia respectarea legilor primește o justificare rațională și umană.
Preluând ideile protestante, a considerat că la baza statului este un contract ipotetic între indivizi și stat, contract care să asigure libertatea individului și garantarea proprietății private.
Societatea este necesară atît ca întreg, cît și ca elemente-indivizi, devenind un întreg social, un organism social.
Scopul contractului social este asigurarea libertății, constituirea poporului suveran.
Este vorba despre o înstrăinare a libertății naturale, negarantată de nimic, aflată sub dominația forței și al bogăției, pentru a obține în schimb o libertate convențională garantată prin contract.
Tocmai suveranitatea poporului (care se exprimă și prin lege ca voință generală) este cea mai sigură garanție a drepturilor individuale.
În aceste condiții este reabilitată concepția antică după care libertatea nu este decît supunerea față de legi.
Conform lui Rousseau, apariția societății și a statului a fost determinată de caracterul social al omului, a tendinței acestuia către o viață mai bună.
În lucrarea Discurs asupra originii și fundamentelor inegalității dintre oameni, realizează o sistematizare teoretică a etapelor trecerii la "societatea civilă" (societate bazată pe proprietatea privată).
În Discurs asupra inegalității subliniază rolul proprietății private în apariția inegalității, care la rându-i reduce libertatea și ajunge la concluzia că statul a fost creat ca mijloc de dominație al celor bogați.
Spre deosebire Montesquieu, Rousseau nu crede în principiul separării puterilor în stat, subordonând celelalte puteri legislativului și astfel obține o teorie originală despre democrație, în corpul căreia radicalismul, raționalismul și utopismul se îmbină în multe puncte.
Și Rousseau analizează cele trei tipuri de guvernare - democrația, aristocrația, monarhia - și consideră că niciuna nu este perfectă, fiecare fiind indicat după mărimea statului respectiv.
Astfel, pentru statele mici susține că ar fi optimă democrația, pentru cele medii - aristocrația, iar pentru cele mari - monarhia.

#### Iluminismul italian
Giambattista Vico
Filozoful italian Giambattista Vico a pus problema posibilității cunoașterii în istorie, făcând distincție între științele care se bazează pe metode cantitative "științele naturii") și cele care nu folosesc aceste metode, dar pot să furnizeze cunoștințe valide ("istoria" ca știință a omului în raport cu științele naturii).
În Principii de filozofie a istoriei, a divizat evoluția naturală a societății în trei stadii de dezvoltare:
- vârsta zeilor: puterea o dețin preoții, și se manifestă concret în mentalul colectiv de tip religios – îi corespunde statul teocratic;
- vârsta eroilor: statul apare prin laicizarea eșalonului decizional, ca urmare a instituționalizării unor proiecte de dezvoltare în funcție de interesele aristocrației – statul aristocratic
- vârsta oamenilor: oamenii se recunosc egali de la natură, definește stadiul maturității civice caracteristică statului democratic care deschide era rațiunii.

Giambattista Vico susține că, după parcurgerea acestor etape, urmează o fază de decadență după care se reia ciclul istoric, dar nu identic, ci la un nivel superior, adică o reluare în spirală a dezvoltării.
În ceea ce privește gândirea politică, a fost adversar a teoriei contractului social, susținând că statul s-a constituit și a evoluat pe baza "bunului simț" al ideii despre adevăr și justiție, concept expus în Despre principiul unic al universului juridic și în Principiile unei științe noi despre natura comună a națiunilor.
Cesare Beccaria
Conducător al organizației Societatea pumnului, juristul și economistul italian Cesare Beccaria își exprima dorința ca legile să-și găsească originea în rațiune, scopul prim al legilor fiind de a asigura "cea mai mare fericire la cei mai mulți", demascând cruzimea legilor, inumanitatea procedurilor, arbitrariul judecătorilor din acea perioadă.
Susținător al egalității sociale, demasca privilegiile acordate nobilimii și clerului.
În lucrarea Despre infracțiuni și pedepse, se ocupă în exclusivitate cu dreptul penal și atacă bazele justiției penale feudale.
Exprimându-și adeziunea față de teoria contractului social, consideră că adevărata cauză a sărăciei și inegalității este proprietatea privată.
Ca ieșire din impas, propune luminarea poporului, o educație mai bună pentru toți, iar formă de stat monarhia condusă de un monarh luminat.

#### Iluminismul german
Dacă în Franța, sub influența lui Locke, Hume, Newton, filozofia luminilor a dobândit un caracter empirist, naturalist și social, în Germania, sub influența lui Leibniz, aceasta va avea un caracter raționalist, dar marcat de evaziuni mistico-religioase.
Iluminismul german va genera ulterior mișcarea literară antifeudală Furtună și avânt, condusă de Herder.
Și contextul social-istoric era diferit în Germania: puternica fărâmițare teritorială a frânat trecerea de la feudalism la capitalism, iar la sfârșitul secolului al XVII-lea burghezia era eterogenă și incapabilă să se impună în viața socială.
De aceea iluminismul german a avut ca aderenți puțini intelectuali și care vizau refeorme limitate ale unor aspecte minore ale vieții sociale.
Leibniz
Întemeietorul iluminismului german, Leibniz, în concepțiile sale politice a exprimat și promovat interesele burgheziei germane din perioada acumulării primitive a capitalului.
A fost cel care a deschis drumul compromisului dintre burghezia germană și feudalitate, încercînd să obțină drepturi economice și politice pentru aceasta și militând pentru o politică a absolutismului luminat.
În lucrarea sa Monadologie, pe lângă conceptele filozofice de tip dialectic, susține modul de producție capitalist, considerîndu-l singura alternativă a progresului social.
Leibnitz a legat ideea unității naționale a tuturor germanilor de noul mod de producție capitalist, de realizarea sa.
În Theodiceea, încearcă să adapteze religia la noua societate și să o concilieze cu știința și filozofia.
Leibniz are un valoros aport și la apariția sociologiei prin definirea societății ca un macrocosmos cu grupări multiple, unele echivalente între ele, dar dispuse în spațiul social în ierarhii variabile.
În controversele care se vehiculau în epocă, el a intervenit pentru a înlătura prejudecata conform căreia societatea globală ar fi identică cu statul.
Herder
Teoreticianul mișcării Sturm und Drang, Johann Gottfried von Herder a dezvoltat concepția progresului în istoria societății, aceasta fiind o continuitate directă și firească a evoluției naturii, iar diverse popoare în dezvoltarea lor constituie o verigă în ascensiunea societății.
Astfel combate teoria hazardului propagată de fataliști, conform căreia totul ar fi predestinat.
Modul de organizare socială este, după Herder, rezultatul activității oamenilor, iar treptele acestei organizări sunt: familia, puterea judecătorilor aleși și a conducătorilor militari, precum și puterea despotică care se transmite prin moștenire.
În opinia sa, națiunea constituie cadrul natural în care se definește omul și cultura sa.
Herder a militat împotriva discriminărilor culturale și a împărțirii popoarelor în cele superioare și în cele inferioare, propagînd teza formării conștiinței naționale a poporului german și formând cerința unificării stătulețelor într-un stat unic german, de aceea poate fi considerat părintele al naționalismului.
Lessing
Lessing era adeptul dreptului natural al omului indiferent de apartenența socială sau religioasă.
Prin încercarea de a apropia empirismul de raționalism, el fixează tema centrală a gândirii germane a vremii, creând acea atmosferă filozofică în care va apărea Kant.
Lessing preconiza o societate viitoare liberă de orice constrângere, în care religia să fie înlocuită de rațiune.
Totuși, ca și alți iluminiști, Lessing nu înțelege adevărata cauză care generează dezvoltarea societății și limitele acestei dezvoltări, de aceea aspectele nocive din societate sunt înțelese drept rezultat al inculturii, al ignoranței.
Schiller
Ca și Lessing, Schiller ia în considerație rolul artei în formarea omului.
Mai mult, credea că arta îl poate ajuta pe om să dobândească adevărata libertate, libertate care pentru estetician avea o semnificație mai mult spirituală.
În operele sale literare își exprimă adversitatea față de feudalism, de despotismul german, împotrivire ce se explică prin adversitatea lui manifestată față de tirani și monarhi, prin afirmarea poziției lui pro-revoluționare, prin apropierea idealurilor lui de instaurarea republicii.
Era convins că forțele progresiste vor putea fi susținute de către un monarh luminat, care ar înțelege imperativele societății și le-ar soluționa fără să fie supus la presiuni.
Goethe
Una dintre cele mai de seamă personalități ale culturii universale, Johann Wolfgang von Goethe, în capodopera Faust, arată că sensul vieții stă în faptă, în activitatea creatoare.
Marele scriitor susținea ideea unității dintre teorie și experiență, iar principiul său de bază în tratarea lumii, a societății umane era "La început a fost fapta".
Convins de caracterul obiectiv al legilor naturii, este adeptul teoriei evoluționiste, subliniind ideea unității lumii.
În acest sens, el considera că munca este forța transformatoare a societății și culturii, pe care ea le poate dezvolta în ascensiune continuă.
Iluministul german a dezvoltat unele idei profunde privind necesitatea înlăturării despotismului feudal, eliminării instituțiilor vechi și principiilor conservatoare depășite.
La fel, el susține ideea evoluției istorice a omenirii care are loc în chip de spirală.
Astfel, istoria la Goethe ar fi o continuă creație umană, cu reveniri pe plan superior, fără repetări exacte la fel, iar revenirile se sfârșesc la un alt nivel mai înalt.

### Revoluția olandeză

##### Grotius
Opera sociologului Hugo Grotius poate fi considerată prima încercare de expunere sistematică a teoriei dreptului natural, în conformitate cu interesele burgheziei din Olanda.
Marea sa inovație constă în proclamarea autonomiei dreptului natural sau rațional, considerat distinct de morală și de politică.
În lucrarea De jure belli ac pacis, tratează problemele de drept internațional având ca bază înțelegerile dintre popoare și nu forța.
Mai mult, starea naturală este prezentată ca având următoarele trăsături:
- absența proprietății private;
- sentimentul de siguranță al persoanei;
- se manifesta instinctul comunicării;
- existența meșteșugurilor și a artei.

Apariția proprietății private contribuie la deschiderea conflictelor între oameni și de aceea este necesar acel contract social, care să creeze sentimentul de siguranță.
Deci, după Grotius, statul este rezultatul acțiunii conștiente a oamenilor, care se vor subordona monarhului absolut.

#### Spinoza
În lucrarea sa filozofică fundamentală, Etica more geometrico demonstrata, Baruch Spinoza susține teoria dreptului natural.
Conform teoriilor sale, apariția conflictelor între oameni determină instabilitatea acestui drept și necesitatea constituirii statului.
Astfel, prin intermediul contractului social, statul reprezintă o putere cu caracter unic pentru toți membrii societății și deci este înlăturată posibilitatea oricărui abuz de putere.
Fiind capabil să impună constrângerea, statul deține puterea legii.
Spinoza susține că odată cu crearea statului, se creează dreptul comun, general, rezultat al unificării drepturilor naturale ale oamenilor și a reunirii acestora în puterea statală.
Ca și alți reprezentanți ai teoriei dreptului natural, Spinoza pune semn de egalitate între stat și societate.
Spre deosebire de Grotius și Hobbes, legea naturală este înțeleasă ca lege a naturii și identificată cu necesitatea naturală, căreia i se supun toate ființele din lume.
Marele filozof olandez afirmă că dreptul natural nu este suspendat odată cu formarea statului, ci se menține, că starea naturală nu e înlăturată cu totul, ci doar se transformă în stat.
Putere supremă a statului nu trebuie să atenteze la libertatea de gândire sau de conștiință religioasă.
De asemenea, pentru înlăturarea intoleranței religioase și a fanatismului clerului, practica religioasă ar trebui să se supună normelor statului.
În ceea ce privește forma de guvernare, Spinoza considera aristocrația și monarhia ca fiind trepte intermediare, idealul său politic fiind republica.

### Revoluția engleză
Izbucnită ca urmare a discrepanței dintre nivelul de dezvoltare economică (care corespundea evoluției ascendente a burgheziei) și politica guvernului regal, Revoluția engleză (realizată în două etape: Marea Revoluție din 1642-1649 și Revoluția Victorioasă din 1688-1689) a marcat începutul degradării societății medievale în Europa.
Mișcarea revoluționară a avut și o componentă religioasă, fiind și un conflict între Biserica Anglicană (reprezentantă a vechiului regim) și puritanism.
Premisă a revoluției industriale de mai târziu, revoluția engleză a asigurat trecerea de la monarhia absolută medievală la cea burgheză.
În ceea ce privește gândirea politică, se afirmă tot mai intens ideea contractului social, opusă teoriei statului feudal-teologic.
Printre cei mai de seamă reprezentanți ai noului curent sunt poetul John Milton și politicianul Algernon Sidney.
Conform acestor reprezentanți ai taberei revoluționare, care aparțineau burgheziei și nobilimii mijocii, regele trebuia să răspundă pentru acțiunile sale în fața poporului, care putea să-l destituie dacă nu respecta contractul social.
În programul lor, Acordul poporului (1647), egalitarii ("the levellers") se pronunțau în favoarea republicii și aveau ca revenicare desființarea Camerei Lorzilor și organizarea Camerei inferioare pe principii democratice, prin vot universal.
Cel mai important exponent al acestei grupări, John Lilburne, se pronunța de asemenea pentru libertatea conștiinței și libertatea religioasă în genere și abordează necesitatea revizuirii radicale a dreptului penal, pe baza principiului că nu trebuie să existe vreun delict și nici pedeapsă fără o lege penală corespunzătoare (nullum crimem, nulla poena sine lege).
Din mișcarea egalitarilor se desprinde o aripă mai radicală,  cea a diggerilor ("săpătorilor"), reprezentați de Gerard Winstanley  și care reprezentau țărănimea săracă și păturile inferioare ale populației urbane.
"Diggerii" susțin un comunism egalitar primitiv, preconizând idei ca:
- abolirea sclaviei;
- desființarea regalității și a statului absolutist;
- lichidarea proprietății private asupra pământului și cultivarea în colectiv a pământurilor comunale;
- instaurarea republicii care să fie condusă de reprezentanții poporului.

#### Francis Bacon
Spirit pragmatic, Francis Bacon are interes scăzut pentru metafizica pură sau alte forme de gândire abstractă, concentrându-se asupra unor concepte ca statul, forma ideală de guvernare, situația poporului etc.
În Noua Atlantidă (1627), imaginează o societate organizată pe baze raționale, științifice, dar în care există diferențe de clase și proprietate privată.
În spirit iluminist, considera că progresul social nu poate fi asigurat prin transformări economice majore, ci prin pregătirea populației.
Calitățile ideale dezirabile pentru omul nou sunt: generozitatea, spiritul iluminist, demnitatea, spiritul public și pietatea.
Scopul progresului, realizat cu ajutorul științei ar consta în extinderea controlului uman asupra naturii și dezvoltarea gradului de confort și comoditate a omenirii.
În Eseuri de morală, economie și politică (1597) subliniază necesitatea unui stat centralizat, puternic, care să asigure respectarea intereselor burgheziei aflată pe atunci în plin avânt.
În lucrarea Eseuri sau sfaturi civile și morale, Francis Bacon susține că statul ar trebui să lichideze nedreptățile sociale și abuzurile din partea nobililor.

#### Thomas Hobbes
Secretar și continuator al doctrinei lui Bacon, Thomas Hobbes a considerat statul bazat pe concepții materialist-mecaniciste.
Referindu-se la contractul social, el prezintă apariția și activitatea statului ca efect al voinței, manifestată de toți cetățenii lui prin însăși constituirea sa. Totuși statele însele, în relațiile lor reciproce, se află în continuare în stare naturală; ele nu se supun niciunor norme de drept pozitiv.
În operele sale, a cuprins trei mari sfere de cercetare:
- natura: „Despre corp” (1655);
- omul: „Despre om” (1658);
- statul: „Despre cetățean” (1642), și „Leviathan sau materia, forma și puterea unui stat ecleziastic și civil” (1651/1652).

Spre deosebire de Grotius, care afirmase că tendința omului este orientată către starea de conviețuire socială, Hobbes consideră că omul este egoist și izolat prin natura sa.
Din acest motiv, natura umană conține trei surse de discordie:
- concurența (asigură omului câștigul);
- neîncrederea (care ar fi un motiv al nesiguranței);
- gloria (pentru a-și crea reputația).

Pentru a ieși din această stare de conflict, de ostilitate, este necesară încheierea unei păci.
La fel ca și pentru Grotius, pentru Hobbes contractul social reprezintă mijlocul instituirii și menținerii vieții sociale pașnice, prin care se naște statul.
Deoarece susține subordonarea necondiționată a individului în raport cu puterea statală și care s-ar exercita în mod nelimitat și respinge ideea separării puterilor statului, Hobbes poate fi considerat un reprezentant al absolutismului.
Consideră că întreaga putere trebuie să fie deținută de monarh (susținut de aristocrați) și nu admite niciun fel de guvernări "mixte" care ar denatura caracterul unitar și indivizibil al puterii.

#### John Locke
Prin lucrările sale (dintre care cele mai importante sunt: Două tratate despre guvernare,Cugetări despre educație, Eseu asupra intelectului omenesc) care susțin supremația statului de drept, John Locke poate fi considerat un precursor al conceptelor democratice moderne.
Statul reprezintă o asociere a oamenilor pentru menținerea intereselor proprii.
Societatea politică și civilă a fost creată pentru eliberarea de riscul insecurității existenței individuale, izolate.
Conform doctrinei lui Locke, realizarea contractului social include trei etape:
- asocierea oamenilor într-o comunitate, astfel încât să poată acționa împreună pentru susținerea drepturilor;
- comunitatea să fie de acord ca, pe baza unui vot majoritar, să inițieze instituții legislative;
- deținătorii de proprietate să fie de acord cu taxele stabilite.

Prin lucrări ca Gândiri asupra vieții creștine, Raționalitatea creștinismului expus după Scriptură, Locke se afirmă ca primul mare iluminist european și aceasta atât în ceea ce privește separarea statului de biserică, cât și referitor la toleranța religioasă.